# 甲狀會厭韌帶
甲狀會厭韌帶（thyroepiglottic ligament）為喉部的韌帶。它將會厭長而窄的附著物部分或莖部連接到由甲狀軟骨的兩個層板形成的角部處，即在甲狀軟骨切口的上方短距離內。